# Mitsuhiro Toda
Mitsuhiro Toda (戸田 光洋 Toda Mitsuhiro?, nacido el 10 de Septiembre de 1977 en Miyazaki) es un exfutbolista japonés. Jugaba de delantero y su último club fue el Shimizu S-Pulse de Japón.

## Trayectoria

### Clubes
| Club            | País  | Año         |
| --------------- | ----- | ----------- |
| FC Tokyo        | Japón | 2000 - 2006 |
| Shimizu S-Pulse | Japón | 2007 - 2008 |

Las inferiores las hizo en University of Tsukuba (Japón) en el año 1999.

## Palmarés

### Títulos nacionales
| Título         | Club     | País  | Año  |
| -------------- | -------- | ----- | ---- |
| Copa J. League | FC Tokyo | Japón | 2004 |